# Lourdes, Mexiko
Lourdes är en ort i Mexiko.   Den ligger i kommunen San Luis de la Paz och delstaten Guanajuato, i den centrala delen av landet, 260 km nordväst om huvudstaden Mexico City. Lourdes ligger 2 000 meter över havet och antalet invånare är 975.
Terrängen runt Lourdes är en högslätt. Runt Lourdes är det ganska tätbefolkat, med 52 invånare per kvadratkilometer. Närmaste större samhälle är San Luis de la Paz, 19,4 km öster om Lourdes. Trakten runt Lourdes består till största delen av jordbruksmark.